# Draix
Draix ist eine französische Gemeinde mit 113 Einwohnern (Stand 1. Januar 2022) im Département Alpes-de-Haute-Provence in der Region Provence-Alpes-Côte d’Azur.

## Geografie
Die Gemeinde gehört zum Gemeindeverband Communauté de communes de Haute-Bléone. Nachbarorte sind Archail, Le Brusquet und Marcoux.
Die nächstliegende größere Stadt in der Umgebung heißt Digne-les-Bains, die ungefähr 13 Kilometer südwestlich von Draix liegt. Sie liegt auf einer Höhe von 900 m. 

### Geologie
Die Umgebung besteht aus einer schwarz bis dunkelgrauen Felsenlandschaft mit kalkhaltigem Gestein. Die Gemeinde hat ein Panoramablick auf das Gebirge Montagne du Cheval Blanc.

### Risiken
Die Gemeinde wird als anfällig für Risiken bzw. Naturkatastrophen eingestuft:
- Erdbeben
- Waldbrände
- Erdrutsche

## Bevölkerungsentwicklung
| Jahr                       | 1962 | 1968 | 1975 | 1982 | 1990 | 1999 | 2009 | 2013 |
| Einwohner                  | 41   | 50   | 92   | 80   | 83   | 86   | 78   | 118  |
| Quellen: Cassini und INSEE |      |      |      |      |      |      |      |      |

## Wappen
Wappenbeschreibung: Das azurblaue Wappen dieser Gemeinde zeigt einen goldenen Sieb. Im französischen heißt es wortwörtlich D´azur au crible d´or.

## Verkehr
Draix ist eine Sackgassengemeinde bzw. Sackgassendorf. Von Digne-les-Bains aus ist Draix verkehrstechnisch über D900 und dann über die D22 zu erreichen. Die Straße ist asphaltiert und schlängelt sich entlang des Bouinenc-Tals (Le Bouinenc) über eine Strecke von ca. 6 km.

## Sehenswürdigkeiten
- Ruinen einer Templer-Kommende
- Kleine romanische Kirche

## Bevölkerungsentwicklung
| Jahr      | 1962 | 1968 | 1975 | 1982 | 1990 | 1999 | 2007 |
| Einwohner | 41   | 50   | 92   | 80   | 83   | 86   | 74   |

## Klima
Die durchschnittliche Jahrestemperatur beträgt 9,8°, so dass das Klima gemäßigt ist.